# Loving You
Loving You – to pierwszy singiel Edyty Górniak z albumu E·K·G, wydany w grudniu 2006 roku przez wytwórnię Sony BMG.
Muzykę i tekst kompozycji stworzył Brian Allan, a producentami utworu zostali Robert Docew i Dariusz Krupa.

## Lista utworów
1. "Loving You" (single version) - 4:37[1]

## Notowania utworu
| Lista                              | Pozycja |
| ---------------------------------- | ------- |
| Lista Przebojów Programu Trzeciego | 49      |
| Lista "Top 15" Wietrznego Radia    | 12      |

## Realizacja utworu
- Muzyka: Brian Allan[4]
- Słowa: Brian Allan[4]
- Produkcja: Robert Docew & Dariusz Krupa[4]
- Gitara akustyczna: Dariusz Krupa[4]
- Pianino: Marcin Masecki[4]
- Aranżacja: Wojciech Gogolewski[4]
- Współpraca: Warsaw Symphony Orchestra[4]